# 天主教聖何塞德馬約教區
天主教聖何塞德馬約教區（拉丁語：Dioecesis Sancti Iosephi in Uraquaria）是烏拉圭一個羅馬天主教教區，屬蒙得維的亞總教區。
教區於1955年11月15日成立，管轄聖何塞省和弗洛雷斯省，2004年時有85,000名教友（佔轄區總人口75.6%）、11個堂區和20名司鐸。教區主教現時出缺。